# Ще одна шалена п'ятниця
«Ще одна шалена п'ятниця» (англ. Freakier Friday) — майбутня американська фентезійна комедія 2025 року режисерки Ніши Ґанатри за сценарієм Джордана Вайсса. Знята компанією Walt Disney Pictures, стрічка є продовженням фільму «Шалена п'ятниця» (2003), заснованого на романі Мері Роджерс 1972 року, і сьомим за рахунком фільмом у франшизі. Джеймі Лі Кертіс, Ліндсі Лохан, Марк Гармон, Чед Майкл Мюррей, Крістіна Відал Мітчелл, Гейлі Гадсон, Стівен Тоболовські, Люсіль Сунг і Розалінд Чао повернуться до своїх ролей з оригінального фільму, а Джулія Баттерс і Менні Джасінто приєднаються до акторського складу.
Фільм «Ще одна шалена п’ятниця» вийшов в кінотеатральний прокат у США 8 серпня 2025 року, а в Україні — 7 серпня 2025 року.

## Сюжет
Події розгортаються через роки після того, як Тесс і Анна пережили кризу ідентичності. Тепер в Анни є власна донька, а незабаром з’явиться й падчерка. Долаючи численні випробування, пов’язані з об’єднанням двох сімей, Тесс і Анна знову переконуються, що блискавка може вдарити двічі.

## У ролях
| Актор                  | Роль               |
| ---------------------- | ------------------ |
| Джеймі Лі Кертіс       | Тесс Коулман       |
| Ліндсі Лохан           | Анна Коулман       |
| Марк Гармон            | Раян               |
| Чед Майкл Мюррей       | Джейк              |
| Крістіна Відал Мітчелл | Меді               |
| Гейлі Гадсон           | Пеґ                |
| Раян Малґаріні         | Гаррі Коулман      |
| Розалінд Чао           | Пей-Пей            |
| Люсіль Сунг            | мати Пей-Пей       |
| Стівен Тоболовські     | містер Елтон Бейтс |
| Джулія Баттерс         | Гарпер Коулман     |
| Софія Гаммонс          | Лілі Дейвіс        |
| Менні Джасінто         | Ерік Дейвіс        |
| Маїтреї Рамакрішнан    |                    |

## Виробництво
У травні 2023 року компанія Disney оголосила про розробку сиквелу фентезійно-комедійного фільму «Шалена п’ятниця», сценарій якого написала Еліс Голландер, а Джеймі Лі Кертіс і Ліндсі Лохан повернуться до своїх ролей Тесс Коулман і Анни Коулман, відповідно. У березні 2024 року Лохан підтвердила, що сиквел перебуває в активній розробці, в якому Ніша Ґанатра займе крісло режисерки фільму, а Джордан Вайсс — сценариста. У червні 2024 року до акторського складу приєдналися Джулія Баттерс, Менні Джасінто, Софія Гаммонс і Маїтреї Рамакрішнан, а Марк Гармон, Чед Майкл Мюррей, Крістіна Відаль, Гейлі Гадсон, Люсіль Сунг, Стівен Тоболовскі та Розалінда Чао повернуться до своїх ролей з оригінального фільму.
Основні зйомки розпочалися в Лос-Анджелесі 24 червня 2024 року і завершилися 21 серпня того ж року. Офіційну назву фільму оголосили Кертіс і Лохан на виставці D23 Expo 2024 9 серпня 2024 року. У січні 2025 року стало відомо, що до акторського складу приєдналася Ванесса Баєр. Після виходу тизер-трейлера стало відомо, що у фільмі також з'явиться Елейн Гендрікс.
У березні 2025 року було оголошено, що музику до фільму напише Емі Догерті, яка раніше співпрацювала з Ґанатрою над фільмом «Висока нота» (2020).
14 березня 2025 року компанія Disney опублікувала перший трейлер і офіційний постер фільму.

## Прем'єра
Прем'єра фільму «Ще одна шалена п’ятниця» запланована на 7 серпня 2025 року в Україні.